# Kandid Černý
Kandid Černý (?? – 14. června 1741 Jindřichův Hradec) byl český františkán, kazatel, hudebník a hudební skladatel.
V různých konventech, resp. jim přilehlých chrámech, působil jako kazatel v českém jazyce. Od září 1725 kázal v kostele Nanebevzetí P. Marie při františkánském klášteře v Plzni. Na počátku roku 1729 byl z Plzně přeložen do kláštera ve Slaném. V roce 1730 bychom jej zase potkali v konventu u P. Marie Sněžné v Praze. Od září 1737 do podzimu 1740 byl českým kazatelem v řádovém chrámu v Jindřichově Hradci.
Kromě mluveného slova zajišťoval Kandid Černý i hudební doprovod chrámové liturgie. V roce 1730 zřejmě řídil fungování chrámového sboru u P. Marie Sněžné v Praze. Využíval přitom zpěvník, který o přibližně padesát let dříve napsal jeho předchůdce Silvestr Hibler. Na dosud prázdné listy svazku doplnil další vlastními silami komponovaný hudební a zpívaný doprovod pro mši.
Františkán Kandin Černý zemřel na zavodnění (edém) plic 14. června 1741 v Jindřichově Hradci a následujícího dne byl pohřben v místní kostelní kryptě řeholníků. 